# Clusia dichrophylla
Clusia dichrophylla là một loài thực vật có hoa trong họ Bứa. Loài này được Standl. mô tả khoa học đầu tiên năm 1940.